# Leptobracon mocsaryi
Leptobracon mocsaryi är en stekelart som beskrevs av Szepligeti 1901. Leptobracon mocsaryi ingår i släktet Leptobracon och familjen bracksteklar. Inga underarter finns listade i Catalogue of Life.